# Przylgowiec
Przylgowiec (Thyroptera) – rodzaj ssaków latających z rodziny przylgowcowatych (Thyropteridae).

## Rozmieszczenie geograficzne
Rodzaj obejmuje gatunki występujące w Ameryce Środkowej i Południowej.

## Charakterystyka
Długość ciała (bez ogona) 38,4–56 mm, długość ogona 24,6–35 mm, długość ucha 7,9–14 mm, długość tylnej stopy 3,9–7 mm, długość przedramienia 32,2–41 mm; masa ciała 3,4–6 g. Nietoperze te są niewielkie, u podstawy ich zredukowanych kciuków znajdują się dobrze wykształcone, okrągłe przyssawki (przylgi), umożliwiające im przyczepianie się do gładkich powierzchni. Przylgorękie wykorzystują, jako kryjówki dzienne, wewnętrzną stronę zwiniętych, młodych liści roślin z rodziny helikoniowatych. Ich pokarmem są owady i inne stawonogi, w znacznym stopniu zbierane z roślinności.

## Systematyka
Rodzaj zdefiniował w 1823 roku niemiecki przyrodnik Johann Baptist von Spix w publikacji swojego autorstwa zatytułowanej Nowe gatunki brazylijskich małp i nietoperzy czyli historia naturalna nowych gatunków małp i nietoperzy zaobserwowanych i zebranych podczas wyprawy w głąb Brazylii wykonanej na zlecenie J.W Króla Bawarii w latach 1817, 1818, 1819, 1820. Gatunkiem typowym jest (oznaczenie monotypowe) przylgowiec trójbarwny (T. tricolor).

### Etymologia
- Thyroptera (Thyropterus, Thiroptera, Thyreoptera): gr. θυρεος thureos ‘duża, podłużna tarcza’, od θυρα thura ‘drzwi’; -πτερος -pteros ‘-skrzydły’, od πτερον pteron ‘skrzydło’[11].
- Hyonycteris: gr. ὑς hus, ὑος huos ‘świnia, wieprz’; νυκτερις nukteris, νυκτεριδος nukteridos ‘nietoperz’[12]. Gatunek typowy (oznaczenie monotypowe): Hyonycteris discifera H. Lichtenstein & W. Peters, 1855.

### Podział systematyczny
Do rodzaju należą następujące gatunki:
| Grafika | Gatunek              | Autor i rok opisu                                 | Nazwa zwyczajowa       | Podgatunki         | Rozmieszczenie geograficzne | Podstawowe wymiary                                           | Status IUCN |
| ------- | -------------------- | ------------------------------------------------- | ---------------------- | ------------------ | --- | ------------------------------------------------------------ | ----------- |
|         | Thyroptera devivoi   | Gregorin, E. Goncalves, B.K. Lim & Engstrom, 2006 | przylgowiec skryty     | gatunek monotypowy | rozproszony w Kolumbii (Llanos), południowo-zachodniej Gujanie i północno-wschodniej Brazylii; prawdopodobnie szeroki zasięg | DC: 3,8–4,6 cm DO: 2,5–2,9 cm DP: 3,6–3,8 cm MC: około 5 g   | DD          |
|         | Thyroptera discifera | (H. Lichtenstein & W. Peters, 1855)               | przylgowiec honduraski | gatunek monotypowy | rozproszony w południowej Nikaragui, północno-=wschodniej i południowo-wschodniej Kostaryki i środkowej Panamy, Ameryka Południowa od Kolumbii na wschód i południe do północnej i zachodnio-środkowej Brazylii, wschodniego Peru i północnej Boliwii; zakres wysokości: 0–1650 m n.p.m. | DC: 4,1–4,7 cm DO: 2,7–3,5 cm DP: 3,2–3,4 cm MC: brak danych | LC          |
|         | Thyroptera lavali    | Pine, 1993                                        | przylgowiec tajemniczy | gatunek monotypowy | rozproszony we wschodniej Wenezueli, wschodnim Ekwadorze (prowincja Orellana), wschodnie Peru i Brazylia (stany Pará i Tocantis); zakres wysokości: do 700 m n.p.m. | DC: 4,8–5,6 cm DO: 3–3,1 cm DP: 3,7–4,1 cm MC: 4–6 g         | DD          |
|         | Thyroptera tricolor  | Spix, 1823                                        | przylgowiec trójbarwny | gatunek monotypowy | rozłącznie od południowego Meksyku do Panamy, szeroko od Kolumbii na wschód do wschodniej i południowo-wschodniej Brazylii, na południe do wschodniego Peru i północnej Boliwii, także Trynidad i Tobago (Trynidad)                                                                      | DC: 4,2–4,9 cm DO: 2,5–3 cm DP: 3,3–4 cm MC: 3,4–5,1 g       | LC          |
|         | Thyroptera wynneae   | Velazco, Gregorin, Voss & Simmons, 2014           |                        | gatunek monotypowy | znany z trzech stanowisk w północno-wschodnim Peru (połączenie rzek Javari i Ukajali) i południowo-wschodniej Brazylii (Parque Estadual do Rio Doce, rezerwat Sooretama); zakres wysokości: do 300 m n.p.m.                                                                              | DC: 3,8–4,2 cm DO: 2,6–2,7 cm DP: 3,3–3,4 cm MC: brak danych | DD          |

Kategorie IUCN:  LC  – gatunek najmniejszej troski,  DD  – gatunki o nieokreślonym stopniu zagrożenia.